# Tapiroidea
Tapiroidea es una superfamilia de perisodáctilos la cual incluye a los actuales tapires. Los miembros de este grupo son mamíferos herbívoros ramoneadores, con un cuerpo algo parecido al de los cerdos, y una corta trompa prénsil. Sus parientes más cercanos son los otros perisodáctilos, incluyendo a los caballos y rinocerontes. Los primeros miembros de esta superfamilia aparecieron durante el Eoceno Inferior, hace 55 millones de años.  

## Evolución e historia natural

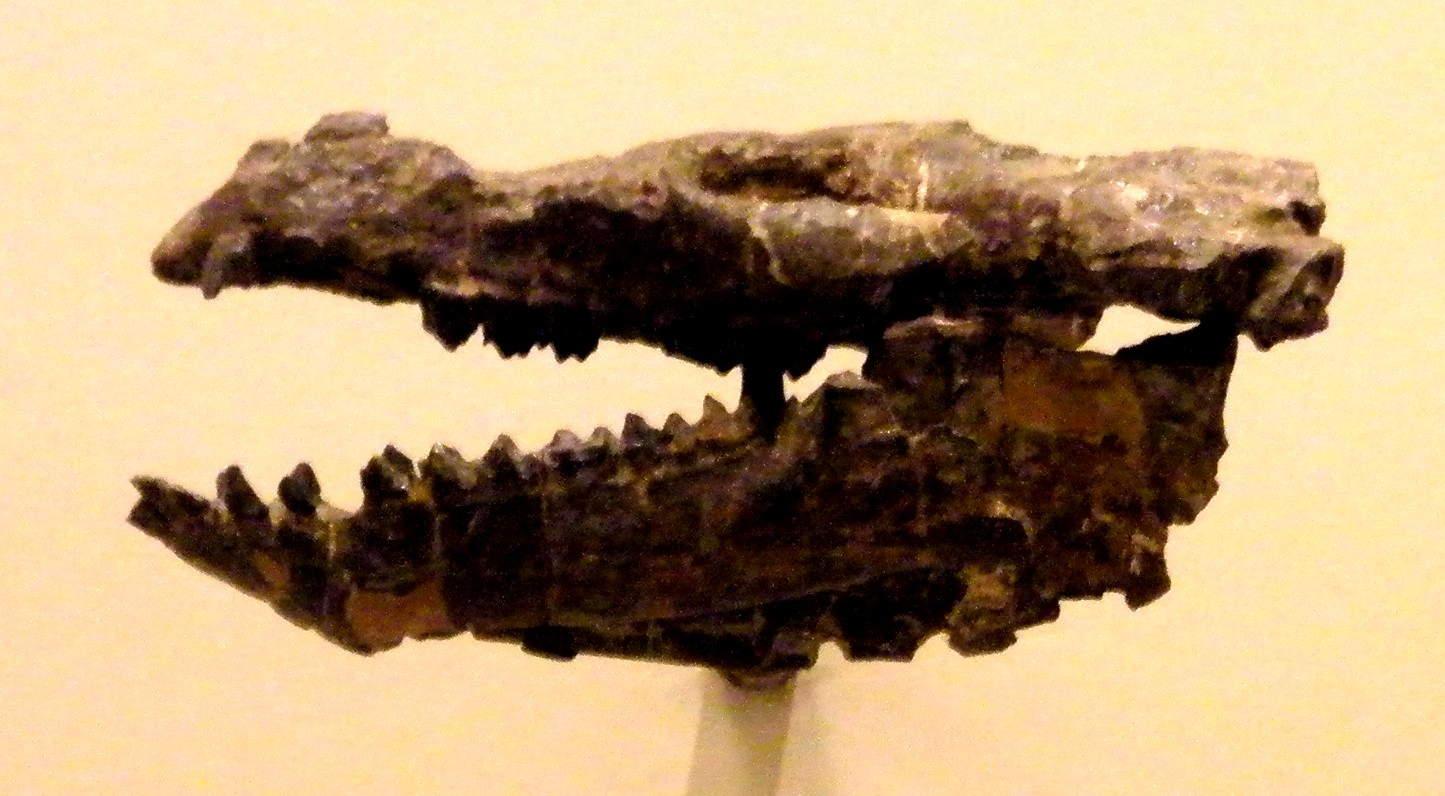
Homogalax tapirinus, un tapiroideo

Los primeros tapiroideos, como Heptodon, aparecieron a principios del Eoceno. Ellos eran muy similar a las formas modernas, pero con cerca de la mitad del tamaño, y carecían de probóscide. Los primeros tapires verdaderos aparecieron en el Oligoceno, y ya en el Mioceno existían géneros como Miotapirus que eran casi indistinguibles de las especies actuales. Se cree que los tapires asiáticos y americanos divergieron hace entre 20 a 30 millones de años, y que las variedades de tapires norteamericanos emigraron a Centro y Suramérica alrededor de hace 3 millones de años. Durante la mayor parte de su historia, los tapires estuvieron extendidos en el hemisferio norte, de donde desaparecieron tan recientemente como hace 10.000 años.
Algunos científicos creen que los tapires pudieron evolucionar de formas relacionadas con los primeros caballos, como Hyracotherium.

## Taxonomía
- Superfamilia Tapiroidea
  - Familia †Lophialetidae
    - Género †Breviodon
    - Género †Eoletes
    - Género †Lophialetes
    - Género †Parabreviodon
    - Género †Pataecops
    - Género †Schlosseria
    - Género †Zhongjianoletes

  - Familia †Heptodontidae
    - †Heptodon

  - Familia †Deperetellidae
    - Género †Bahinolophus
    - Género †Deperetella

  - Familia †Helaletidae
    - Género †Jhagirilophus
    - Subfamilia †Helaletinae
    - †Helaletes

  - Familia †Isectolophidae
    - Género †Karagalax
    - Género †Paralophiodon
    - Género †Sastrilophus
    - Género †Systemodon
    - Subfamilia †Isectolophinae
    - Género †Isectolophus
    - Subfamilia †Homogalaxinae
    - Género †Homogalax

  - Familia Tapiridae
    - Género †Colodon
    - Género †Dilophodon
    - Género †Heteraletes
    - Género †Megatapirus
    - Género †Miotapirus
    - Género †Nexuotapirus
    - Género †Palaeotapirus
    - Género †Paratapirus
    - Género †Plesiocolopirus
    - Género †Plesiotapirus
    - Género †Protapirus (sin. Tanyops)
    - Género †Selenolophodon
    - Género †Tapiravus
    - Género Tapirus
    - Género †Teleolophus
- Clasificación incierta
  - Género †Atalonodon
  - Género †Cymbalophus
  - Género †Euryletes
  - Género †Indolophus
  - Género †Paracolodon
  - Género †Thuliadanta
  - Género †Veragromovia